# Giovanni Murari
Giovanni Murari (Verona, 1669 – ...) è stato un pittore italiano.

## Biografia
Murari, citato anche come Johann Murari nella bibliografia in lingua tedesca, nasce a Verona nel 1669, e fin da giovane mette a frutto la sua predisposizione per il disegno studiando inizialmente con M. Cignaroli per poi trasferirsi a Bologna, dove prosegue il suo apprendistato con D. M. Conati.
Nella prima parte della sua carriera lavora essenzialmente nella natia Verona, con opere a tema religioso tra le quali si ricordano la pala raffigurante i Santi Pietro di Alcantara e Giovanni da Capestrano per la chiesa di San Bernardino, una pala d'altare e affreschi nella cappella di San Bernardo della chiesa di Santa Maria in Organo, Ester davanti ad Assuero nella chiesa di San Nicolò all'Arena e l'Epifania nella cappella maggiore della chiesa degli Scalzi.
Oltre ai temi religiosi restano numerose opere come ritrattista, dipingendo a Venezia, per l'Avogadoria de Comun, i ritratti degli avogadori Lombardi Gabrielli e Riva.
Non è noto il periodo del suo trasferimento in Germania, ma si suppone sia stato attivo a Münster, nell'attuale Renania Settentrionale-Vestfalia, dove a lui sono attribuiti, in collaborazione con P. Pictorius, gli affreschi nella cupola del coro occidentale del Duomo di Münster. Benché sia noto che rimase in Germania nell'ultimo periodo di vita, fu nominato pittore di corte a Düsseldorf, non si conosce con precisione né il luogo (forse Düsseldorf) né la data della sua morte.